# Régiment de dromadaires
 (mai 2015).
Si vous disposez d'ouvrages ou d'articles de référence ou si vous connaissez des sites web de qualité traitant du thème abordé ici, merci de compléter l'article en donnant les références utiles à sa vérifiabilité et en les liant à la section « Notes et références ».
Le Régiment de Dromadaires est un régiment de cavalerie français, créée par le général en chef Bonaparte le 20 nivôse an VII (9 janvier 1799) pendant la Campagne d'Égypte.

## Historique

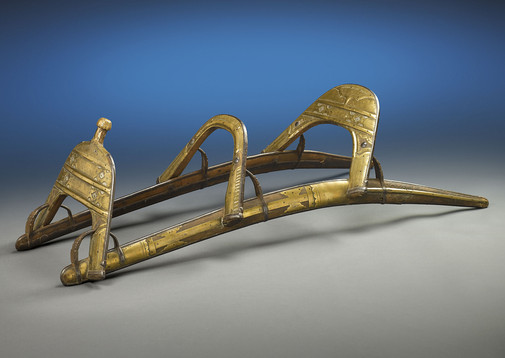
Selle de chameau pour le régiment de dromadaires de Napoléon, campagne égyptienne.

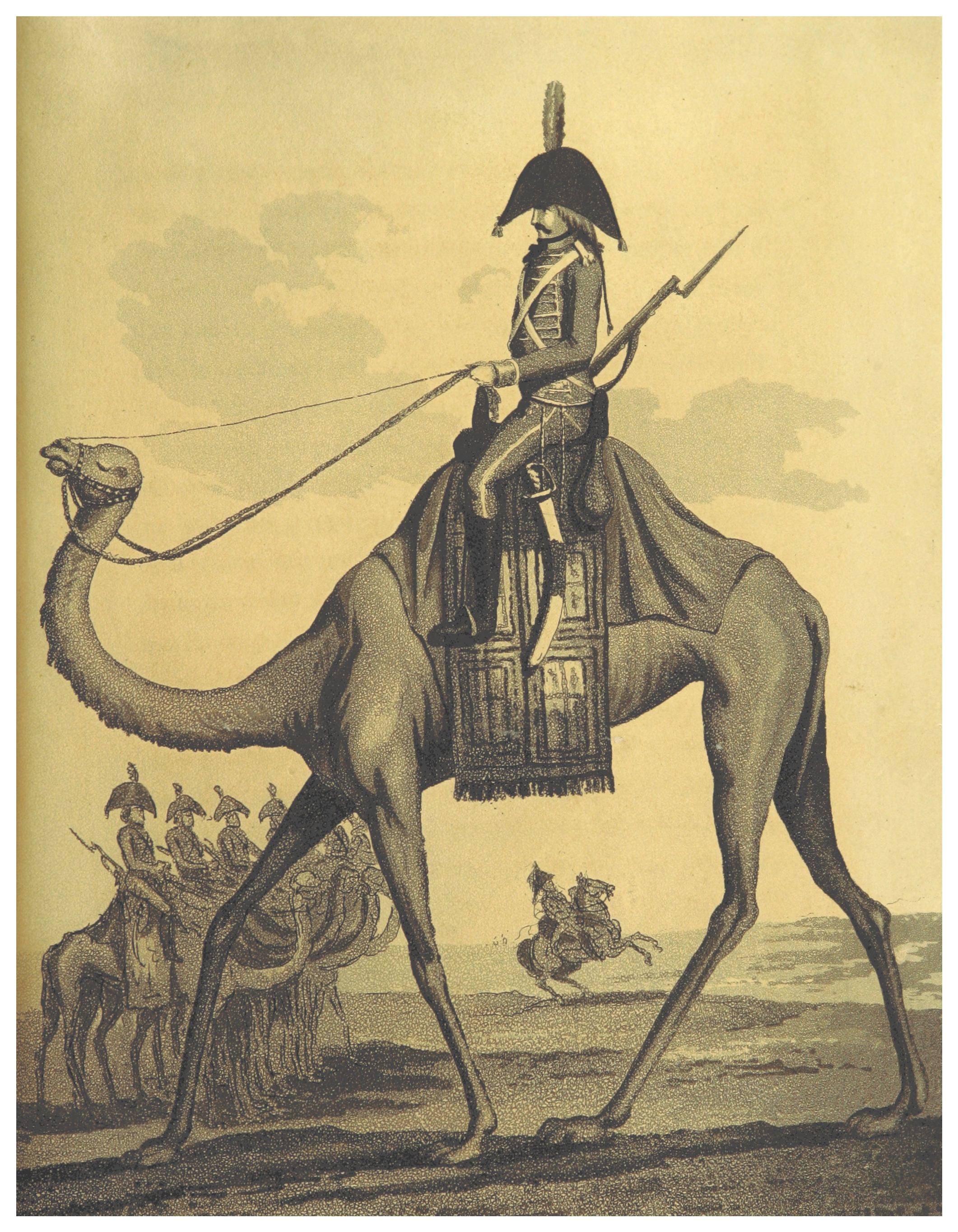
Dessin par un officier britannique en 1803.

Le 1er juillet 1798, l’armée d'Orient commandée par Napoléon Bonaparte débarque à Alexandrie avec 30 000 soldats. La cavalerie est démontée, seuls les officiers ont pu embarquer leurs montures. On avait assuré au général en chef que la remonte serait facile. Or, les mamelouks ont fui, emportant tous les chevaux. Les quelques bêtes que l’on trouve sont mal en point, trop fines pour le harnachement réglementaire et surtout, hors de prix.
Bonaparte, en collaboration avec Desaix, crée le régiment de Dromadaires sur le principe des dragons, à savoir de l’infanterie montée. Par le décret du 20 nivôse an VII (9 janvier 1799), il organise une unité à deux escadrons de quatre compagnies sous le commandement de Jacques Cavalier. L’armement théorique consiste, outre le sabre et les pistolets, en un fusil à baïonnette et/ou une lance. Cette dernière sera vite abandonnée. L’avantage du dromadaire est qu’il peut parcourir 60 km par jour sans fourrage ni eau. En dehors de ce nouveau régiment, une grande partie de l’armée utilisera les dromadaires comme montures ou bêtes de bât. Le chirurgien Larrey les convertira ainsi en ambulances.
Le général Kléber, successeur de Bonaparte, prendra grand soin de cette troupe, lui ajoutant un troisième escadron et la ré-équipant à neuf. 
C’est lors d’une mission de ravitaillement en blé et orge que le général Cavalier, suivi de 78 soldats-dromadaires d’élite, d’un bataillon à pied de 200 hommes, de quelques dragons et de 600 chameaux de bât, est capturé par les Britanniques. Cavalier, cachant la faiblesse de son détachement, négocie une reddition honorable (stipulant notamment le retour en France des unités rendues et qui servira de modèles aux autres unités qui suivront).
En 1801, l’armée est rapatriée en France. Par arrêté des Consuls, le régiment est dissous le 18 fructidor an IX (5 septembre 1801) et les effectifs, soit 283 hommes, sont versés dans la gendarmerie et la Garde des consuls.

## Héritage
Les armées européennes coloniales recréeront des unités méharistes aux XIXe et XXe siècles, notamment en Afrique et en Orient — l'armée française comptera ainsi dans ses rangs des Compagnies méharistes sahariennes.